# Procès de Ravensbrück

Un box d'accusées pendant le premier procès.

Le procès de Ravensbrück à Hambourg est une série de sept procès pour crimes de guerre contre les fonctionnaires du camp de concentration de Ravensbrück que les autorités britanniques ont tenus dans leur zone d'occupation à Hambourg en Allemagne, après la fin de la Seconde Guerre mondiale.
Ces procès ont lieu devant un tribunal militaire : trois des cinq juges sont des officiers britanniques, assistés par un avocat. Parmi les accusés figurent des membres du personnel du camp de concentration, à tous les niveaux : des officiers SS, les médecins du camp, des gardes masculins et féminins (Aufseherinnen), et quelques ex-prisonniers fonctionnaires qui ont torturé ou maltraité d'autres détenus. Au total, 38 accusés sont jugés dans ces sept procès. 21 des accusés sont des femmes. Un total de dix-huit condamnations à mort sont prononcées.
Les exécutions (non publiques) ont lieu à la prison de Hamelin, par le bourreau anglais Albert Pierrepoint.

## Premier procès

Rang des juges pendant le premier procès.

Le premier procès de Ravensbrück se tient du 5 décembre 1946 au 3 février 1947. Il accuse 16 membres du personnel et fonctionnaires du camp de concentration de Ravensbrück. Les condamnations à mort sont exécutées les 2 et 3 mai 1947 à part Salvequart.
Trois hommes, Friedrich Opitz, Fritz Suhren et Hans Pflaum, devaient également être jugés mais ils se sont échappés. Suhren et Pflaum se sont réfugiés en Bavière mais en 1949 les deux hommes sont repris par des soldats américains, qui les extradent vers la zone d’occupation française, où ils sont condamnés à mort le 12 juin 1950.
| Nom                    | Fonction                        | Peine                                        |
| ---------------------- | ------------------------------- | -------------------------------------------- |
| Johann Schwarzhuber    | Directeur du camp               | Mort (exécuté le 3 mai 1947)                 |
| Gustav Binder (de)     | Gardien                         | Mort (exécuté le 3 mai 1947)                 |
| Heinrich Peters (de)   | Gardien                         | 15 ans de prison (fin : 18 mai 1955)         |
| Ludwig Ramdohr (de)    | Inspecteur de la Gestapo        | Mort (exécuté le 3 mai 1947)                 |
| Martin Hellinger       | Médecin                         | 15 ans de prison (fin : 14 mai 1955)         |
| Rolf Rosenthal         | Médecin                         | Mort (exécuté le 3 mai 1947)                 |
| Gerhard Schiedlausky   | Médecin                         | Mort (exécuté le 3 mai 1947)                 |
| Percy Treite           | Médecin                         | Mort (se suicide le 8 avril 1947)            |
| Adolf Winkelmann       | Médecin                         | Meurt pendant le procès, le 1er février 1947 |
| Dorothea Binz          | Gardienne-chef (Oberaufseherin) | Mort (exécutée le 2 mai 1947)                |
| Greta Bösel            | Gardienne (Aufseherin)          | Mort (exécutée le 3 mai 1947)                |
| Margarete Mewes (de)   | Gardienne                       | 10 ans de prison (fin : 26 février 1952)     |
| Elisabeth Marschall    | Infirmière                      | Mort (exécutée le 3 mai 1947)                |
| Carmen Mory            | Kapo                            | Mort (se suicide le 9 avril 1947)            |
| Vera Salvequart        | Kapo                            | Mort (exécutée le 2 juin 1947)               |
| Eugenia von Skene (de) | Kapo                            | 10 ans de prison (fin : 21 décembre 1951)    |

## Deuxième procès
Dans le deuxième procès (5 au 27 novembre 1947), le seul accusé était Friedrich Opitz (de), autre responsable du camp qui avait réussi à s'enfuir avant l'ouverture du premier procès. Opitz avait été chef d'usine dans le camp de concentration de juin 1940 à avril 1945. Il est condamné à mort et exécuté le 26 février 1948.

## Troisième procès
Ce procès, appelé le « procès d'Uckermark », a lieu du 14 au 26 avril 1948. Cinq femmes responsables du camp de concentration satellite d’Uckermark sont inculpées pour mauvais traitements infligés aux femmes et participation à la sélection des femmes pour la chambre à gaz.
Le sous-camp d’Uckermark était situé à environ un kilomètre du camp de concentration de Ravensbrück. Il a été ouvert en mai 1942 en tant que prison ou camp de concentration parallèle pour les adolescentes âgées de 16 à 21 ans qualifiées de criminelles ou de « difficiles » par les SS. Les filles qui atteignaient la limite d’âge supérieure étaient transférées au camp de femmes de Ravensbrück. L’administration du camp était assurée par le camp principal de Ravensbrück. En janvier 1945, la prison pour mineurs a été fermée, bien que l’infrastructure de gazage ait été utilisée par la suite pour l’extermination des « femmes malades, inefficaces et de plus de 52 ans » de Ravensbrück.
| Nom                   | Fonction                                         | Sentence                                                          |
| --------------------- | ------------------------------------------------ | ----------------------------------------------------------------- |
| Johanna Braach (de)   | Inspectrice du camp de concentration d'Uckermark | Acquittée                                                         |
| Lotte Toberentz (de)  | Directrice du camp de concentration d'Uckermark  | Acquittée                                                         |
| Elfriede Mohneke (de) | Gardienne                                        | 10 ans de prison (fin : 14 juin 1952)                             |
| Margarete Rabe (de)   | Gardienne                                        | Prison à perpétuité (réduit en 1950 à 21 ans, fin : 16 juin 1959) |
| Ruth Neudeck          | Gardienne-chef                                   | Mort (exécutée le 29 juillet 1948)                                |

## Quatrième procès
Ce procès a lieu du 7 avril au 8 juin 1948.
| Nom                 | Fonction   | Sentence |
| ------------------- | ---------- | --- |
| Benno Orendi        | Médecin    | Mort (exécuté le 17 septembre 1948) |
| Walter Sonntag      | Médecin    | Mort (exécuté le 17 septembre 1948) |
| Martha Haake (de)   | Infirmière | 10 ans de prison (fin : 1er janvier 1951 pour raisons médicales)                                                                          |
| Liesbeth Krzok (de) | Infirmière | 4 ans de prison (fin : 3 février 1951) |
| Gerda Ganzer (de)   | Infirmière | Mort (grâce le 3 juillet 1948 et prison à perpétuité, réduit à 21 ans en février 1950 puis à 12 ans en septembre 1954, fin : 6 juin 1961) |

## Cinquième procès
Ce procès a lieu du 16 au 29 juin 1948.
| Nom                   | Fonction   | Sentence                                |
| --------------------- | ---------- | --------------------------------------- |
| Arthur Conrad (de)    | Gardien SS | Mort (exécuté le 17 septembre 1948)     |
| Heinrich Schäfer (de) | Gardien SS | 2 ans de prison (fin : 28 octobre 1949) |
| Walter Schenk (de)    | Gardien SS | 20 ans de prison (fin : 3 août 1954)    |

## Sixième procès
Ce procès a lieu du 1er au 26 juillet 1948.
| Nom               | Fonction   | Sentence                                                              |
| ----------------- | ---------- | --------------------------------------------------------------------- |
| Kurt Lauer (de)   | Gardien SS | 15 ans de prison (fin : 7 mai 1955)                                   |
| Kurt Rauxloh (de) | Gardien SS | 10 ans de prison (fin : 26 septembre 1954 pour des raisons médicales) |

## Septième procès
| Nom                            | Fonction                        | Sentence                             |
| ------------------------------ | ------------------------------- | ------------------------------------ |
| Luise Brunner                  | Gardienne-chef (Oberaufseherin) | 3 ans de prison                      |
| Anna Friederike Mathilde Klein | Gardienne-chef                  | Acquittée faute de preuves           |
| Emma Zimmer                    | Gardienne-chef                  | Mort (exécutée le 20 septembre 1948) |
| Christine Holthöwer            | Gardienne                       | Acquittée faute de preuves           |
| Ida Schreiter (de)             | Gardienne                       | Mort (exécutée le 20 septembre 1948) |
| Ilse Vettermann                | Gardienne                       | 12 ans de prison                     |